# Schlattingen
Schlattingen är en ort i kommunen Basadingen-Schlattingen i kantonen Thurgau i Schweiz. Den ligger cirka 10,5 kilometer sydost om Schaffhausen. Orten har 766 invånare (2021).
Orten var före den 1 januari 1999 en egen kommun, men slogs då samman med kommunen Basadingen till den nya kommunen Basadingen-Schlattingen.